# Galileithermometer

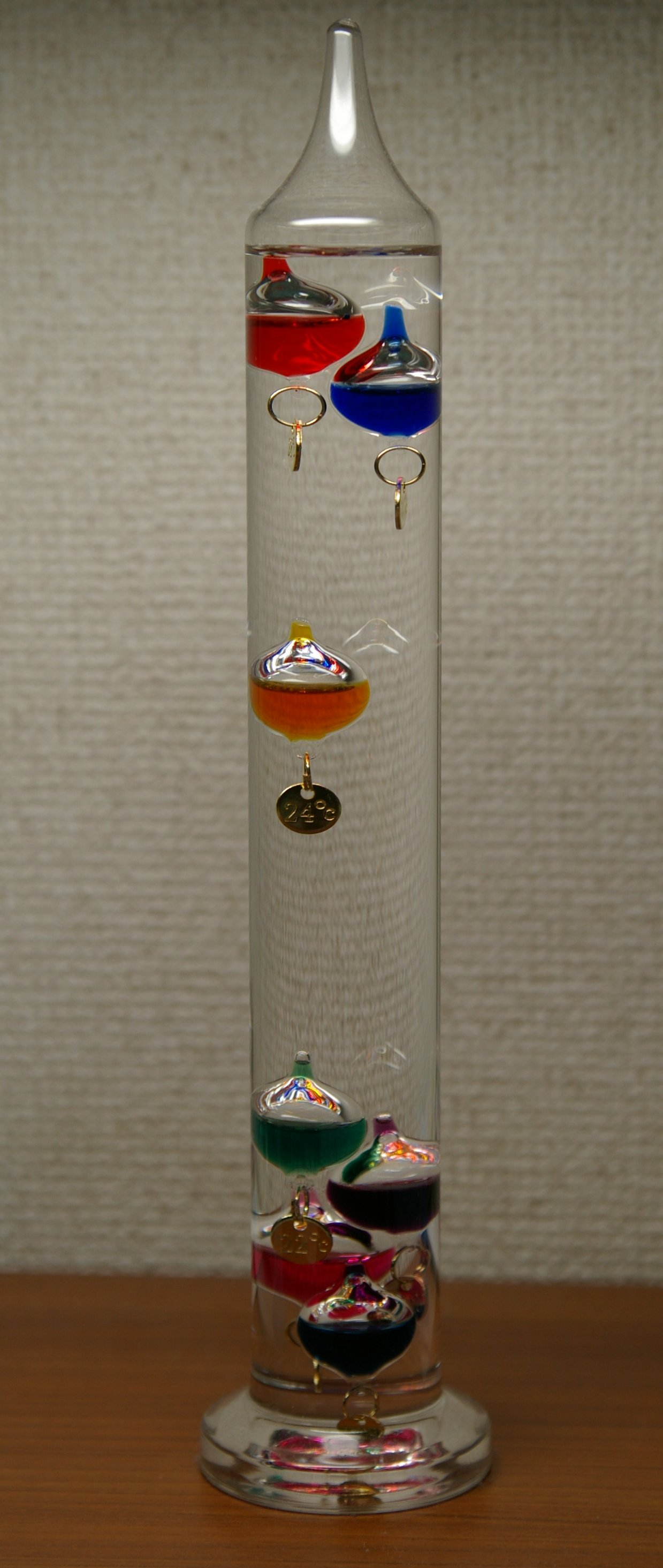
Galileithermometer

Een galileithermometer is een thermometer in de vorm van een gesloten glazen cilinder waarin zich een doorzichtige vloeibare koolwaterstof en verschillende (vaak gekleurde) glasbelletjes bevinden. Hij is genoemd naar Galileo Galilei. Bij een temperatuurverandering gaan de belletjes omhoog of omlaag. Elk gewichtje heeft zijn eigen karakteristieke temperatuur waarbij het in de vloeistof begint te zweven.

## Werking
Bij veranderende temperatuur verandert ook de dichtheid van de vloeistof, waardoor de glasbelletjes met hun eigen karakteristieke dichtheid omhoog of omlaag gestuwd worden. Dit is volgens de wet van Archimedes omdat voorwerpen met een lagere massadichtheid omhoog gaan zweven en die met een hogere zinken. 
Bij het maken van deze thermometer worden de glasbelletjes met de grootste massadichtheid onderaan gelegd, zodat bij veranderende temperatuur telkens één glasbelletje de oversteek van bodem naar oppervlak (of omgekeerd) kan maken.
De temperatuur wordt aangegeven door de laagste bovenin drijvende glasbel, in de afbeelding hiernaast die met de oranje vloeistof.